# موراگو
موراگو (به انگلیسی: Morago) یک شهرک در استرالیا است که در نیو ساوت ولز واقع شده‌است.